# Pelikán krmící mláďata svou krví

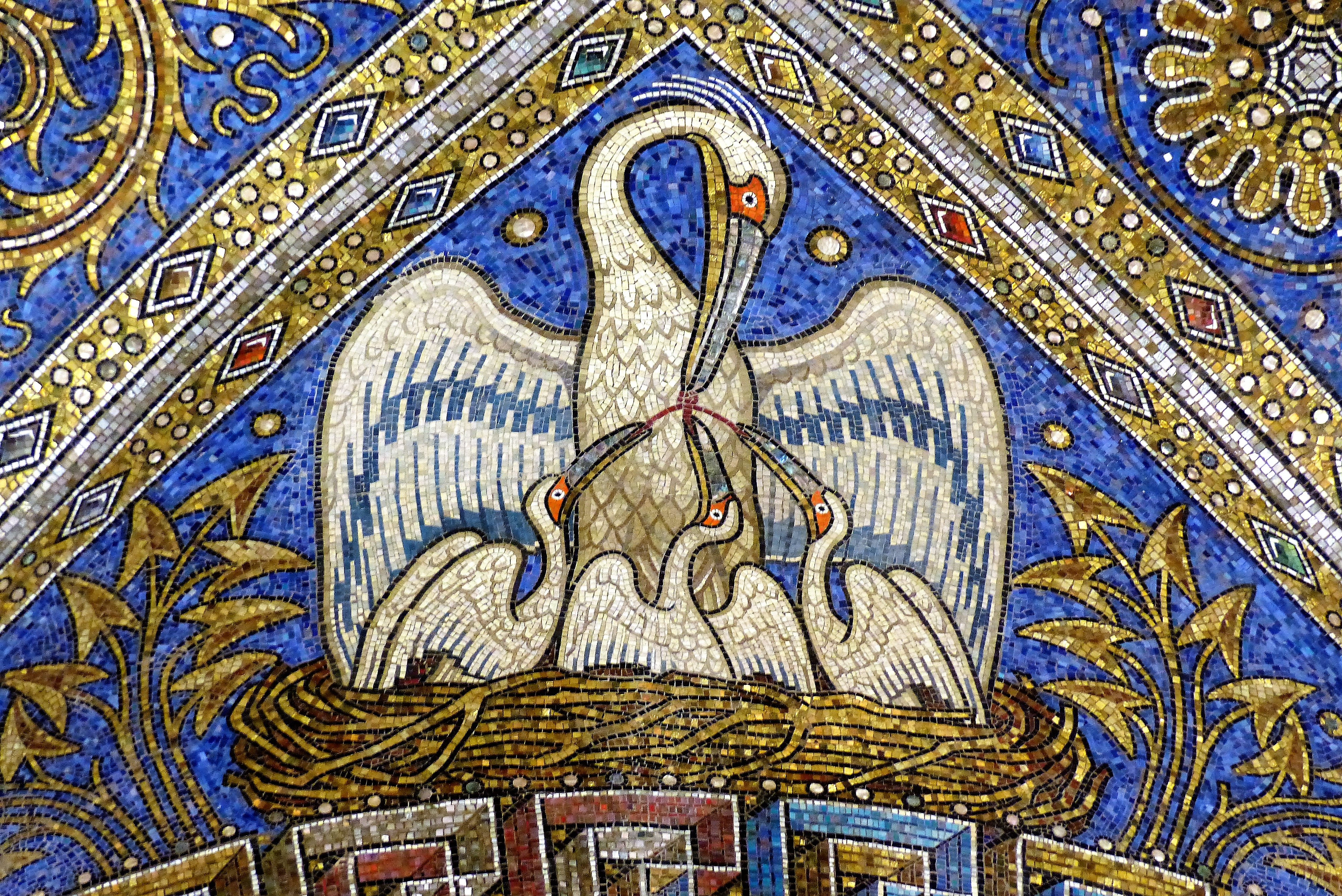
Pelikán v dómu v Cáchách

Pelikán krmící mláďata svou krví je oblíbeným výjevem křesťanské ikonografie pocházející z gotiky, který byl často námětem náboženských písní (Klaním se ti vroucně Tomáše Akvinského), zdobí fasády katedrál (např. chrám svaté Barbory či chrám sv. Víta), byl zpodobňován ve knihách (Physiologus) a dokonce se dostával i do znaků měst (starý, dnes již neužívaný znak Duchcova) a erbů panovnických rodů či jednotlivých panovníků (anglická královna Alžběta I.).    

## Charakteristika
Vůbec první zmínka v křesťanské literatuře se objevuje ve 2. století našeho letopočtu v řeckém bestiáři Physiologus. Píše se v něm, že malí pelikáni svými zobáky zraňují matku, ta na odplatu zraňuje je, a to tak dlouho, dokud mláďata nejsou mrtva. Avšak třetí den si matka otevře rány, svou vlastní krví potřísní mláďata, ta obživnou a těší se dobrému zdraví. Autor v tom vidí podobenství s Ježíšem Kristem, který vykupuje lidstvo svou vlastní krví (eucharistie). Existuje i mírnější verze, že pelikán svá mláďata živí vlastní krví v období hladu, aby nezemřela. I v tom lze najít podobenství s Ježíšem Kristem.       
Legenda může mít reálné základy v tom, že pelikán krmí mláďata čerstvými rybami vyvrženými ze svého vaku, zraněné ryby mohou přitom svou krví potřísnit pelikánovu hruď.

## Galerie

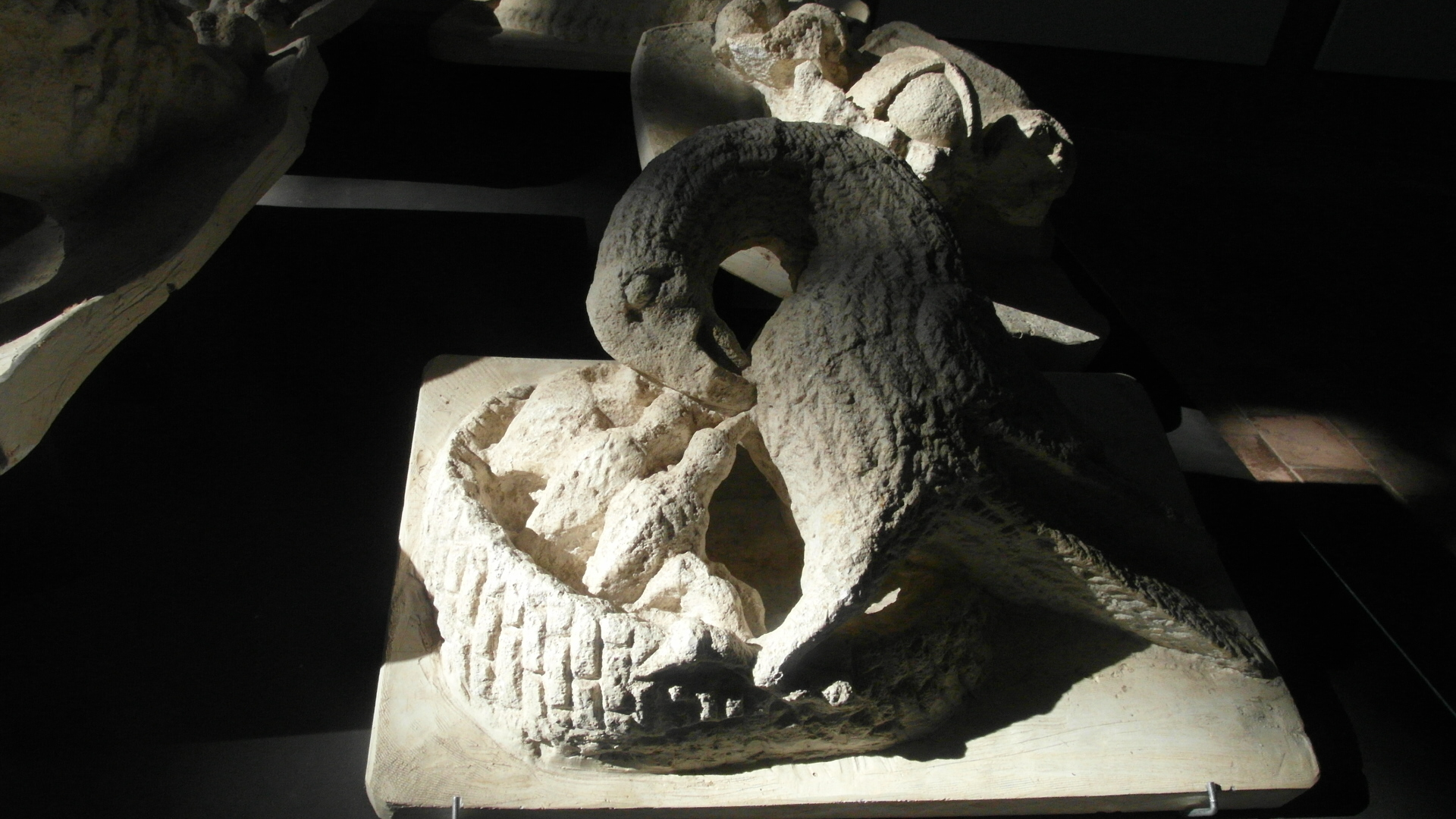
Kopie pelikána z chrámu sv. Barbory v Kutné Hoře
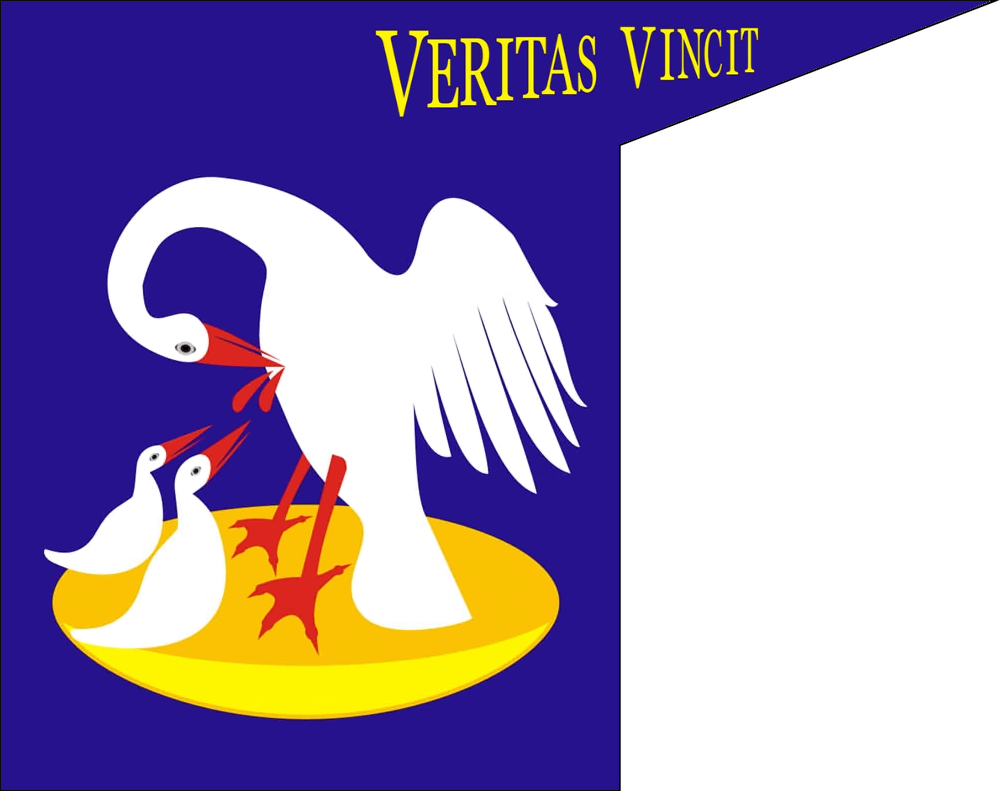
Pelikán na korouhvi husitské obce Orebitů
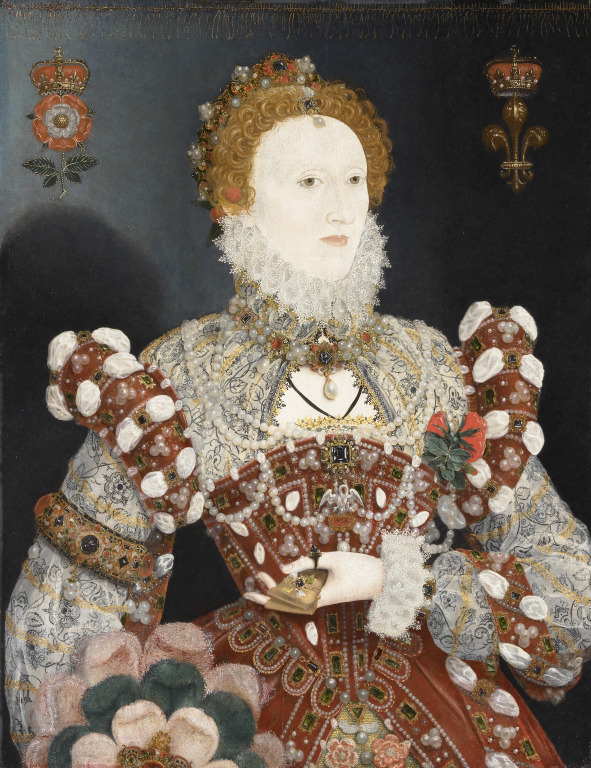
Alžběta I. s přívěskem ve tvaru pelikána
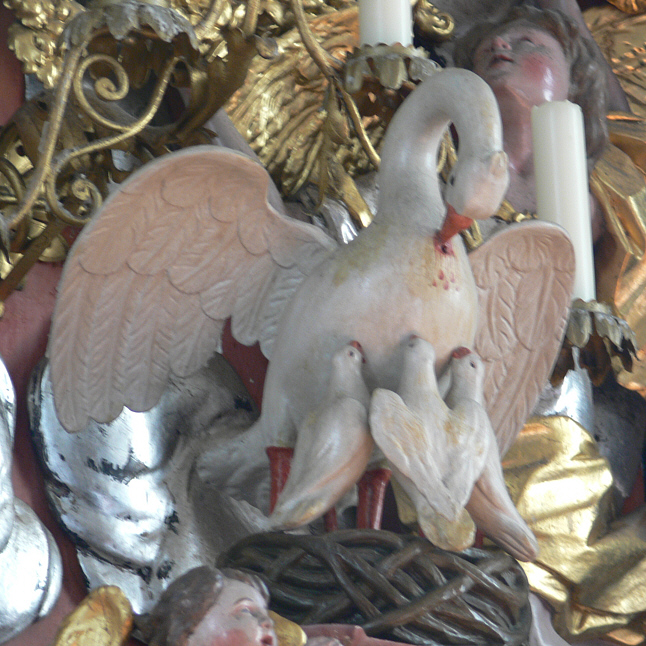
Oltářní plastika hnízda
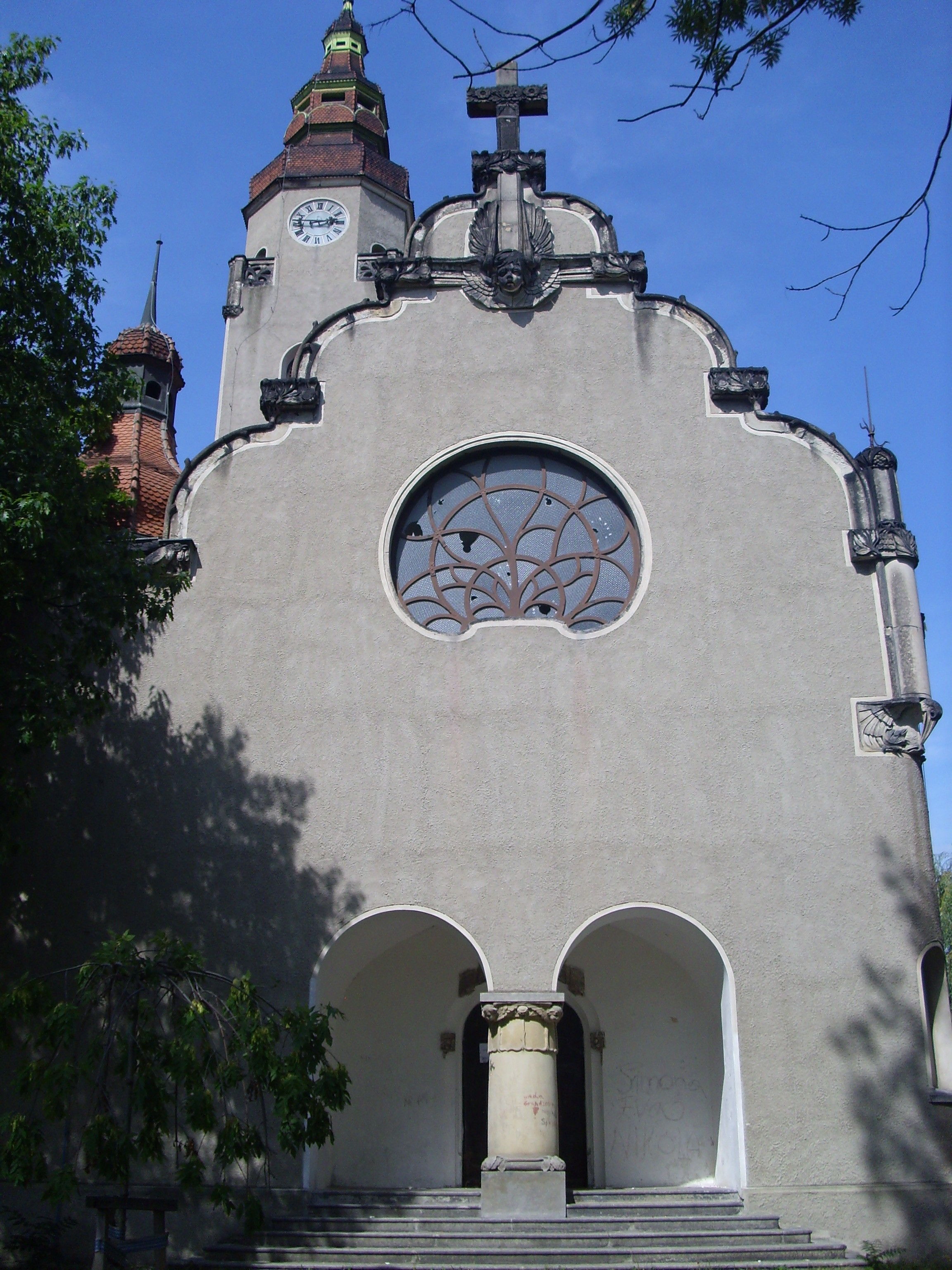
Na hlavici sloupu kostela v Duchcově (vpravo)
Pečeť amerického státu Louisiana
Znak maďarského města Szolnok